# Departamento de Linguère
Linguère es uno de los 45 departamentos de Senegal y el uno de los 3 departamentos de la región de Louga.

## Organización territorial
Su capital es la ciudad de Linguère.
Los cuatro distritos son:
- Distrito de Barkédji
- Distrito de Dodji
- Distrito de Sagatta Dioloff
- Distrito de Yang Yang

Las localidades que tienen el estatus de comunas son:
- Dahra
- Linguère

## Población
Durante el censo de diciembre 2002, la población era de 194 890 habitantes. En 2005, estaba estimada a 214 883 personas. 